# Кнея (Опольське воєводство)
Кнея (пол. Knieja) — село в Польщі, у гміні Зембовиці Олеського повіту Опольського воєводства.
Населення — 287 осіб (2011).

## Демографія
Демографічна структура станом на 31 березня 2011 року:
|          | Загалом | Допрацездатний вік | Працездатний вік | Постпрацездатний вік |
| -------- | ------- | ------------------ | ---------------- | -------------------- |
| Чоловіки | 143     | 18                 | 104              | 21                   |
| Жінки    | 144     | 24                 | 80               | 40                   |
| Разом    | 287     | 42                 | 184              | 61                   |